# Johann Michael Heineccius

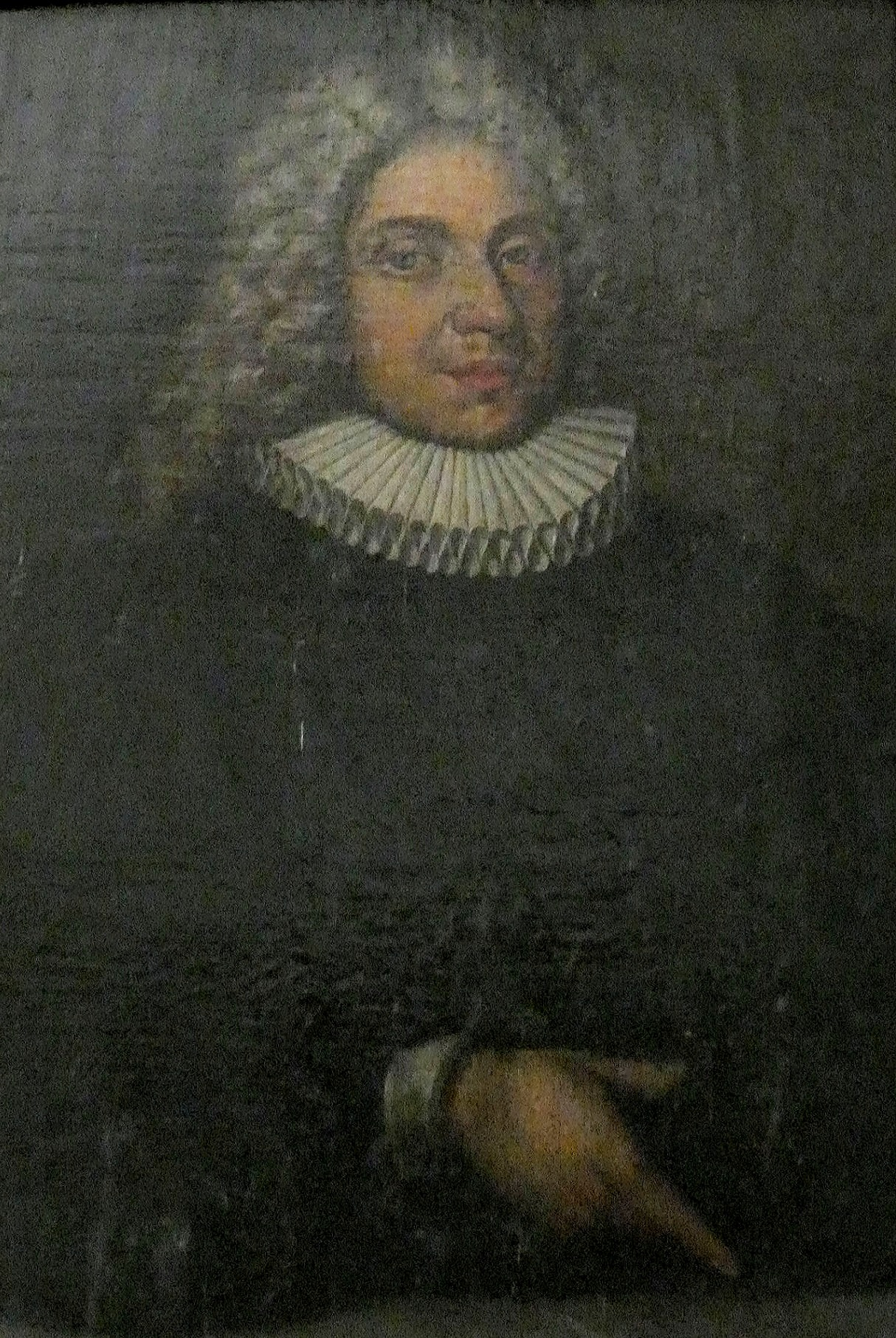
Portrét Johanna Michaela Heineccia v Marktkirche Halle

Johann Michael Heineccius (latinizováno z Heinecke; 14. prosince 1674, Eisenberg, Durynsko – 11. září 1722 v Halle) byl německý luteránský teolog, historik, sfragistik a duchovní básník.

## Život
Johann Michael Heineccius byl synem učitele Johanna Michaela Heineckeho. Jeho mladším bratrem byl pozdější právník Johann Gottlieb Heineccius (1681–1741), který po otcově smrti žil několik let s Johannem Michaelem v Goslaru; tam byl, po studiích v Jeně, Gießenu a Helmstedtu, v letech 1698–1708 diákonem (druhým vysvěceným kazatelem) v Kostele sv. Petra a Pavla (Frankenberger Kirche).
V roce 1709 získal Heineccius v Helmstedtu titul doktora teologie. V roce 1708 se stal vrchním farářem v Kostele sv. Ulricha v Halle (dnešní Konzerthalle St.-Ulrich-Kirche), nejpozději roku 1711 farářem v Kostele Panny Marie v Halle (Marktkirche Unser Lieben Frauen). Kromě toho byl také učencem, gymnaziálním učitelem a konzistorním radou Magdeburského vévodství, spravovaného Pruskem. Tváří v tvář zahořklému odporu pietistů Augusta Hermanna Franckeho (1663–1727) a Carla Hildebranda von Cansteina (1667–1719), kteří ho obvinili z nemorálního životního stylu, honby za ziskem a dokonce „ateismu... v jeho srdci“, se pravověrný Heineccius stal v roce 1720 jako zástupce Joachima Justuse Breithauptse (1658–1732) vice generálním superintendentem Magdeburského vévodství.
Johann Burckhardt Mencke (1674–1732) složil pro portrét Heinecciuse, publikovaném ve spise z roku 1711, tzv. alexandrín:

Zde je HEINECCIUS vyrytý do mědi,
který sám je obrazem nejkrásnější ctnosti;
Kdyby někdo chtěl mít padělek vzácné moudrosti,
tak se ukáže tomu, kdo čte jeho spisy.

Johann Michael Heineccius zahájil intenzivní historický výzkum a publikační činnost v Goslaru, kde jako jeden z prvních využil historické pečeti církevních a světských orgánů jako prameny. Proto je považován za „zakladatele vědecké sfragistiky“. Byl činný také jako libretista církevních hudebních děl. Je možné, že je autorem textů kantát Johanna Sebastiana Bacha (1685–1750) Christen, ätzet diesen Tag a Ich hatte viel Bekümmernis. Vyslovil se rozhodně pro to, aby se Bach v Kostele panny Marie v Halle stal nástupcem roku 1712 zemřelého Friedricha Wilhelma Zachowa (1663–1712), k čemuž ovšem nedošlo, protože to Bach odmítl.